# Трансатлантичні відносини

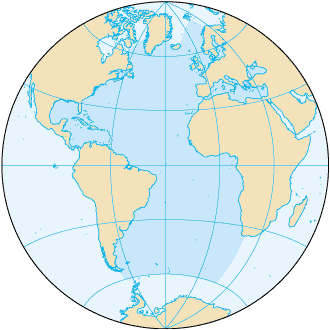
Атлантичний океан

Трансатлантичні відносини – це історичні, культурні, політичні, економічні та соціальні відносини між країнами по обидва боки Атлантичного океану. Іноді це конкретно означає відносини між англомовними північноамериканськими країнами (США та Канада) та певними європейськими країнами чи організаціями, хоча можливі й інші значення.
Існує ряд питань, щодо яких Сполучені Штати та Європа загалом не згодні. Деякі з них є культурними, наприклад застосування США смертної кари, деякі є міжнародними проблемами, такими як мирний процес на Близькому Сході, коли Сполучені Штати часто розглядаються як проізраїльські, а Європа часто розглядається як проарабська (або принаймні нейтральні), і багато інших пов’язані з торгівлею. Нинішня політика США часто описується як одностороння за своїм характером, тоді як Європейський Союз і Канада часто використовують більш багатосторонній підхід, більше покладаючись на Організацію Об’єднаних Націй та інші міжнародні інституції, щоб допомогти вирішити проблеми. Є багато інших питань, щодо яких вони погоджуються.

## Визначення

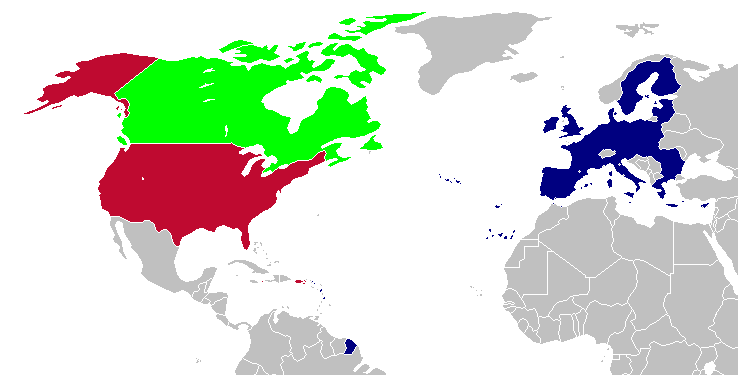
Одне з потенційних визначень трансатлантичних відносин. США (червоним кольором), Канада (зеленим), Європейський Союз (синім кольором). З цього визначення не входять країни Європи, а також всі країни Латинської Америки та Африки.

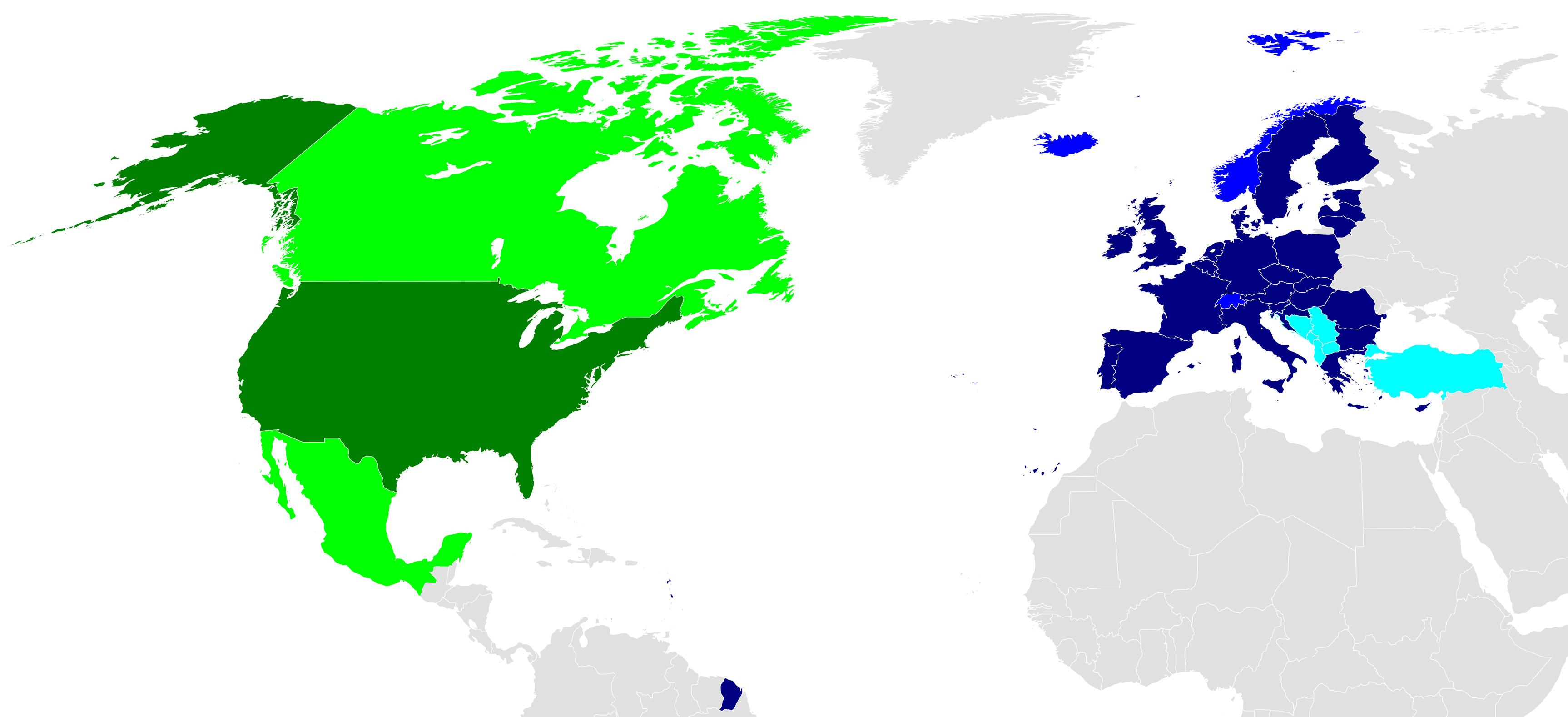
Пропонується створити Трансатлантичну зону вільної торгівлі між США та Європейським Союзом. Карта показує потенційних інших членів: НАФТА, ЄАВТ та майбутні члени ЄС.

Трансатлантичні відносини можуть стосуватися відносин між окремими державами або відносин між групами держав або міжнародними організаціями з іншими групами або з державами, або всередині однієї групи. Наприклад:У групі:
- Відносини всередині НАТО

наприклад Відносини Канади та НАТО
Між групами:
- Відносини ЄС – Північноамериканської угоди про вільну торгівлю (НАФТА).
- Європейська зона вільної торгівлі (ЄАВТ) – відносини НАФТА
- Трансатлантична зона вільної торгівлі (теоретична)
- КАРИФОРУМ – Європейська комісія ( Угоди про економічне партнерство)

Між групою та державою:
- Відносини Канади та Європейського Союзу
- Відносини США та Європейського Союзу
- Угода про вільну торгівлю між Канадою та ЄАВТ[2]

Між державами:
- Німецько-американські відносини
- Канадсько-французькі відносини тощо.

За мовою і культурою
- Співдружність Націй
- Співдружність португаломовних країн
- Нідерландська мовна спілка
- Франкофонія
- Латинський Союз

Кордони яких держав є частиною трансатлантичних відносин залежать від контексту. Цей термін може використовуватися як евфемізм до конкретних двосторонніх відносин, наприклад, англо-американських відносин . Кордон можна було б провести так, щоб при обговоренні євро-американських відносин посилатися лише на країни-члени ЄС плюс США. За інших обставин це може включати Канаду або країни Європи, що не входять до ЄС. Термін також може використовуватися в контексті більш широкого атлантичного світу, включаючи Африку та Латинську Америку.

## Історія

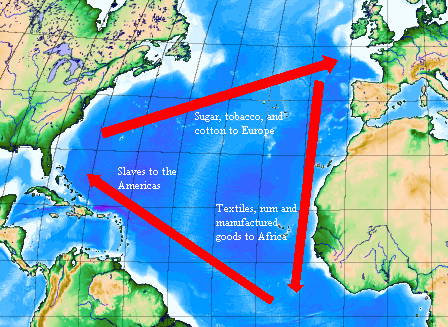
Трикутна торгівля в Північній Атлантиці

Перші відносини між Європою та Америкою були засновані на колоніалізмі та меркантилізмі. Більшість сучасних держав в Америці можна простежити до колоніальних держав, які були засновані європейськими націями, державами, які дуже відрізнялися від доколумбових цивілізацій і культур, які існували раніше.
Навіть після того, як Сполучені Штати (а пізніше й Канада) стали незалежними, основними відносинами між двома континентами була одностороння міграція.
Політично Сполучені Штати намагалися триматися на відстані від європейських справ, а Канада була підпорядкована британській зовнішній політиці.
Проте під час Першої світової війни обидві північноамериканські держави опинилися в боротьбі в Європі та були захоплені європейською політикою. Чотирнадцять пунктів президента Вудро Вільсона допомогли перемалювати карту Європи.
Хоча адміністрація Рузвельта хотіла вступити у війну проти Німеччини, переважна більшість американців були надто ізоляціоністськими та розчарованими у своєму досвіді Першої світової війни, щоб шукати участі у Другій світовій війні, принаймні доти, доки США не зазнали нападу Японії в Перл-Харборі. 7 грудня 1941 року, а Адольф Гітлер оголосив війну Сполученим Штатам 11 грудня 1941 року. Після того, як США були залучені, США стали ключовими у військових зусиллях, а отже, і в європейській політиці.
Після другої війни Сполучені Штати та Канада прагнули постійної ролі в обороні Європи, а європейські держави – захисту від Радянського Союзу. Результатом стала Організація Північноатлантичного договору, яка стала стрижнем трансатлантичних відносин під час холодної війни.
Атлантизм – це філософія, яка виступає за тісне співробітництво між Північною Америкою та Європою.